# Arneburg
Arneburg är en tysk stad i distriktet (Landkreis) Stendal i förbundslandet Sachsen-Anhalt. Staden ingår med sina tre stadsdelar (Arneburg, Beelitz, Dalchau) i förvaltningsgemenskapen Arneburg-Goldbeck tillsammans med kommunerna Eichstedt, Goldbeck, Hassel, Hohenberg-Krusemark, Iden, Rochau och Werben (Elbe).. Arneburg ligger vid västra sidan av Elbe i landskapet Altmark.

## Historia
Orten uppkom vid en borg som byggdes i uppdrag av kung Henrik I av Sachsen för att försvara regionen mot slaver. Kejsarna Otto III och Henrik II bodde i borgen under sina resor genom riket. Borgen förföll under senare år och idag är bara några rester kvar. Den äldsta bevarade byggnaden är kyrkan som uppfördes omkring 1200 i romansk stil.
Det finns inga uppgifter när Arneburg fick stadsrättigheter men de bekräftades under 1300-talet av Ludvig IV. En stadsbrand förstörde 1767 stora delar av staden, inklusive kyrkan. För återuppbyggnaden som huvudsakligen finansierades av Fredrik II av Preussen användes även stenar från borgruinen.

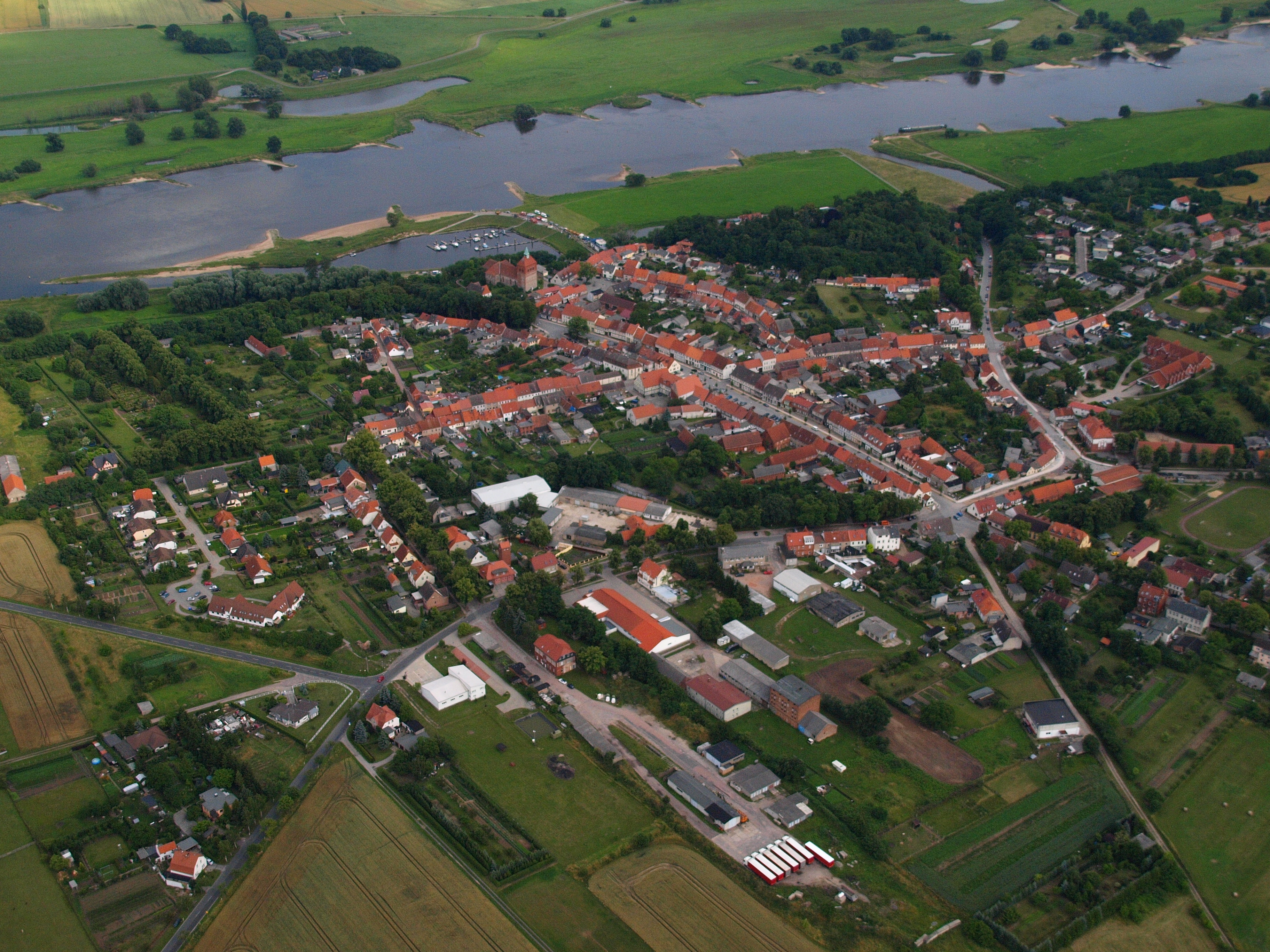
Vy över staden och floden Elbe
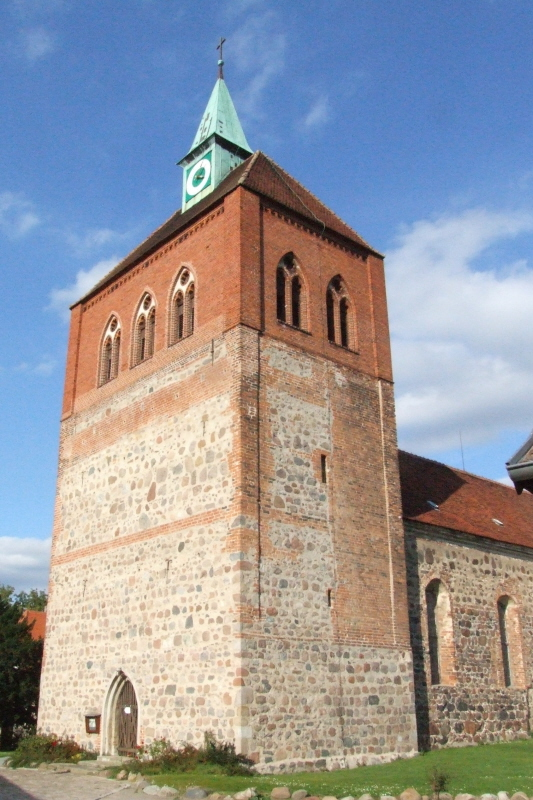
Kyrkan St. Georg
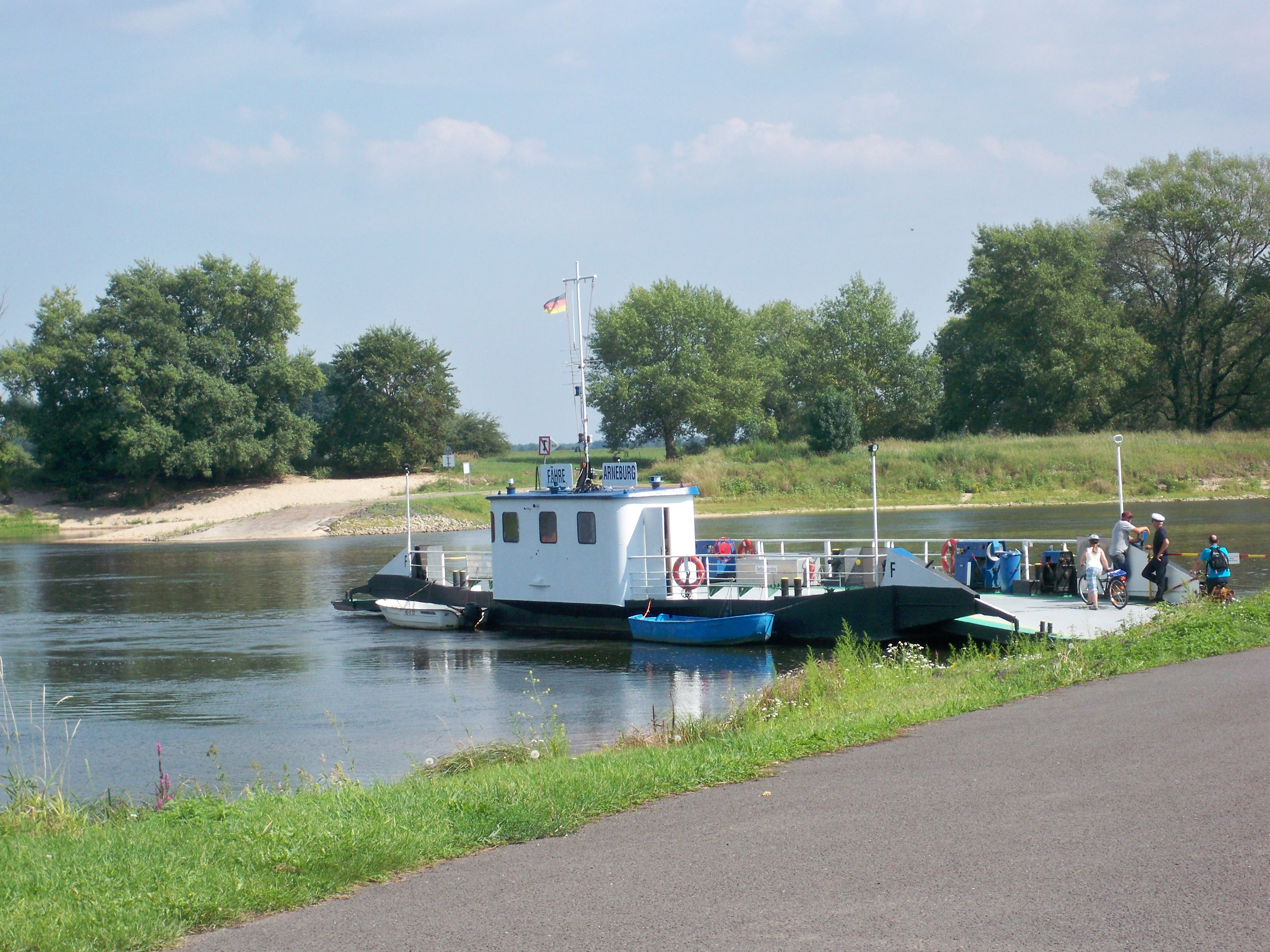
Färja
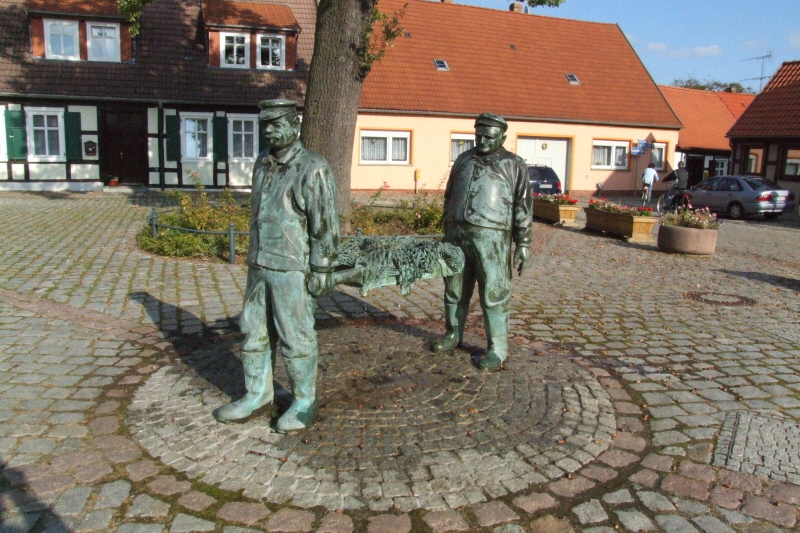
Skulptur med två fiskare